# Conus binghamae
Conus binghamae är en snäckart som beskrevs av Edward James Petuch 1987. Conus binghamae ingår i släktet Conus och familjen kägelsnäckor. Inga underarter finns listade i Catalogue of Life.